# Антонин Либерал
Антони́н Либера́л (лат. Antoninus Liberalis) — древнегреческий грамматик, живший приблизительно во II—III веках н. э.
Единственная сохранившаяся из его работ — «Метаморфозы» (лат. Metamorphoseon Synagoge — др.-греч. Μεταμορφώσεων Συναγωγή, буквально «собрание превращений»). Это сборник, который включает сорок один короткий рассказ о мифических метаморфозах, совершаемых оскорбленным божеством. Уникальность этого произведения в том, что оно написано не в стихах, а в прозе.
Литературный жанр мифов, в которых мужчины и женщины, герои и нимфы превращались в звезды, растения, животных, родники, скалы или горы, был широко распространен и популярен в классическом мире. Более изящными аналогами произведения Либерала являются знаменитые «Метаморфозы» Овидия и Луция Апулея. Подобные сюжеты прослеживаются и в таких эллинистических работах, как Heteroeumena Никандра и Ornithogonia, чье авторство приписывается Бойосу.
До наших дней сохранилась только одна рукопись «Метаморфоз», относящаяся к концу IX века. Она хранится в Палатинской библиотеке в Гейдельберге. В 1437 году благодаря Джону Стойковичу она оказалась в доминиканском женском монастыре в Базеле, а в 1553 рукопись была передана Палатинской библиотеке. В 1623, вместе с остальной частью библиотеки, она была перевезена в Рим, а в 1798 оказалась в Париже, как часть наполеоновской добычи в соответствии с Толентинским договором. В 1816 рукопись была возвращена в Гейдельберг.
Рукопись была впервые напечатана и издана в 1598 году в Базеле Вильгельмом Гольцманом (Ксиландром).
Манера повествования Антонина — лаконичная и разговорная проза: «это совершенно не художественный текст», как утверждает Сара Майерс. Переводчик Фрэнсис Силория расценивает текст как абсолютно доступный греческий койне, однако с большим количеством гапаксов и отсутствием частиц.

## Тексты и переводы
- В серии «Collection Budé»: Antoninis Liberalis. Les Métamorphoses. Texte établi, traduit et commenté par M. Papathomopoulos. 2e tirage 2002. XXXVII, 258 p. ISBN 978-2-251-00020-6

- Русский перевод: Антонин Либерал. Метаморфозы. / Пер. и комм. В. Н. Ярхо. // ВДИ. 1997. № 3-4.